# Małgorzata Cetnarska
Małgorzata Cetnarska (ur. 2 sierpnia 1998) – polska lekkoatletka specjalizująca się w chodzie sportowym.
Srebrna medalistka mistrzostw Polski rozegranych w Radomiu (2019) na dystansie 5000 m.